# Манхејм (Пенсилванија)
Манхејм (енгл. Manheim) град је у америчкој савезној држави Пенсилванија.

## Демографија
По попису из 2010. године број становника је 4.858, што је 74 (1,5%) становника више него 2000. године.
| Група             | 2000.         | 2010.         |
| Белци             | 4.567 (95,5%) | 4.520 (93,0%) |
| Афроамериканци    | 30 (0,6%)     | 44 (0,9%)     |
| Азијати           | 48 (1,0%)     | 55 (1,1%)     |
| Хиспаноамериканци | 81 (1,7%)     | 165 (3,4%)    |
| Укупно            | 4.784         | 4.858         |